# Miroslav Fiedler
Miroslav Fiedler (7. dubna 1926 Praha – 20. listopadu 2015) byl český matematik a vysokoškolský učitel. Specializoval se na lineární a numerickou algebru, teorii grafů a euklidovskou geometrii.
K jeho nejvýznamnější pracím patří článek Algebraic Connectivity of Graphs, který v roce 1973 publikoval časopis Czechoslovak Mathematical Journal a ve kterém Miroslav Fiedler zavedl pojem algebraické souvislosti, který umožňuje jisté charakteristiky grafů popsat a vyhodnocovat algebraickými metodami. Dnes se proto v algebraické teorii grafů objevují termíny Fiedlerův vektor či Fiedlerovo uspořádání.

## Život
Miroslav Fiedler po absolvování Vančurova gymnázia na Smíchově (1945) vystudoval Karlovu univerzitu, kde v roce 1950 získal titul RNDr. Od roku 1952 pracoval v Matematickém ústavu Československé akademie věd, kde v roce 1963 získal titul DrSc. V roce 1965 byl na Karlově univerzitě jmenován profesorem. Kromě Karlovy univerzity vyučoval také na zahraničních univerzitách (Caltech, Auburn University, University of South Carolina). V roce 1992 odešel do důchodu, avšak nadále působil na částečný úvazek v Ústavu informatiky AV ČR. Byl šéfredaktorem časopisu Czechoslovak Mathematical Journal. Byl také řádným členem Učené společnosti České republiky. Je obsažen ve Stanfordském celosvětovém seznamu 2 % kariérně nejcitovanějších
vědců.

## Ocenění
V roce 1978 mu byla dohromady s Vlastimilem Ptákem udělena Národní cena ČSR, roku 1985 byl jmenován čestným členem Československé unie matematiků a fyziků, v roce 1986 získal zlatou medaili Bernarda Bolzana udělovanou Československou akademií věd. V roce 1993 získal cenu Hans Schneidera od The International Linear Algebra Society. U příležitosti jeho osmdesátých narozenin uspořádala v roce 2006 česká Akademie věd mezinárodní konferenci, na které byla profesoru Fiedlerovi předána čestná medaile De scientia et humanitate optime meritis. V roce 2007 ho český prezident Václav Klaus „za zásluhy o stát v oblasti vědy“ vyznamenal medailí Za zásluhy. Je laureátem Ceny Neuron za přínos světové vědě za rok 2012 - matematika.

## Dílo
Nejvýznamnější knižní publikací je kniha o speciálních maticích, která se jako jedna z mála v tehdejším Československu dotýká problematiky maticových výpočtů a numerické lineární algebry. Kniha dvakrát vyšla i v anglickém překladu.
- M. Fiedler: Speciální matice a jejich použití v numerické matematice, SNTL (edice Teoretická knižnice inženýra), Praha 1981.
- M. Fiedler: Special Matrices and Their Applications in Numerical Mathematics, Martinus Nijhoff Publ. Dordrecht 1986 (první vydání, ISBN 90-247-2957-2), Dover Publications 2008 (druhé vydání, ISBN 978-0-486-46675-0). 151 citací dle Web of Science.

Další knižní publikace:
- K. Čuřík, V. Doležal, M. Fiedler: Kombinatorická analýza v praxi, SNTL, Praha 1967.
- M. Fiedler, J. Nedoma, J. Ramik, J. Rohn: Linear Optimization Problems with Inexact Data, Springer 2006 (první a) 2010 (druhé vydání, ISBN 978-1-4419-4094-0).
- M. Fiedler: Matrices and Graphs in Geometry, Cambridge University Press (edice Encyclopedia of Mathematics and its Applications) 2011 (ISBN 978-0-521-46193-1).

Mezi jeho nejvýznamnější (a nejcitovanější) časopisecké publikace patří:
- M. Fiedler: Algebraic Connectivity of Graphs, Czechoslovak Mathematical Journal. Roč. 23, č. 2 (1973), s. 298-305. ISSN 0011-4642. 1125 citací dle Web of Science a cca 2497 dle Google Scholar.
- M. Fiedler, V. Pták: On Matrices with Non-Positive Off-Diagonal Elements and Positive Principal Minors, Czechoslovak Mathematical Journal. Roč. 12, č. 3 (1962), s. 382-400. ISSN 0011-4642. Citací 442 dle WOS.
- M. Fiedler: A Property of Eigenvectors of Nonnegative Symmetric Matrices and its Application to Graph Theory, Czechoslovak Mathematical Journal. Roč. 25, č. 4 (1975), s. 619-633. ISSN 0011-4642. Citací 226 dle WOS.
- M. Fiedler, V. Pták: Some Generalizations of Positive Definiteness and Monotonicity, Numerische Mathematik. Roč. 9, č. 2 (1966), s. 163-172. ISSN 0029-599X. 125 citací dle Web of Science.

Celkem je autorem nebo autorsky spolupracoval na 10 odborných knihách, 170 vědeckých článcích a řadě dalších publikací. Dle Web of Science má jeho dílo celkem přes 2400 citací. Současný praktický význam jeho někdejší ryze teoretické práce o algebraické konektivitě grafů dokládají citace v časopisech z oborů matematice velmi vzdálených (např. biologie, ekologie, entomologie, genetika, nebo sociologie).